# Lepisiota canescens
Lepisiota canescens is een mierensoort uit de onderfamilie van de schubmieren (Formicinae). De wetenschappelijke naam van de soort is voor het eerst geldig gepubliceerd in 1897 door Emery.
L. canescens heeft de karakteristieken van een invasieve soort.